# 2014 par pays en Asie
| Années de l'Asie : 2011 - 2012 - 2013 - 2014 - 2015 - 2016 - 2017    |
| Décennies de l'Asie : 1980 - 1990 - 2000 - 2010 - 2020 - 2030 - 2040 |

Les évènements de l'année 2014 en Asie. 

## Continent asiatique
- 8 mars : disparition du vol 370 Malaysia Airlines au-dessus du golfe de Thaïlande.
- Mai : crise sino-vietnamienne.
- Coalition internationale en Irak et en Syrie.
- 19 septembre au 4 octobre : Jeux asiatiques de 2014 à Incheon en Corée du Sud.
- Décembre : le typhon Hagupit est le plus puissant de l'année.

## Bahreïn
- 22 novembre : élections législatives.

## Bangladesh
- 5 janvier : élections législatives.

## Cambodge
- 7 août : Nuon Chea (88 ans) et Khieu Samphân (83 ans), les deux plus hauts dirigeants khmers rouges encore en vie, sont condamnés à la prison à vie pour crimes contre l'humanité, crimes de guerre, génocide, persécution politique et actes inhumains, 35 ans après la chute du régime du Kampuchéa démocratique des Khmers rouges en 1979. Ils ont été jugés par un tribunal extraordinaire sous l'égide de l'ONU[1].

## Corées
- 16 avril : naufrage du ferry Sewol avec 475 personnes à bord.
- 27 avril : démission de Chung Hong-won, premier ministre de Corée du Sud[2].

## Inde
- 20 février : le Parlement approuve la scission de l'État de l'Andhra Pradesh pour créer le Télangana.
- 7 avril au 12 mai : élections législatives remportées par le Bharatiya Janata Party.
- 2 juin : création du Télangana, 29e État, par scission de l'Andhra Pradesh.
- 23 décembre : massacres de Kokrajhar et Sonitpur dans l'Assam.

## Indonésie
- 9 juillet : élection présidentielle.
- 28 décembre : le vol 8501 AirAsia s'écrase en mer de Java.

## Irak
- Janvier : troisième bataille de Falloujah.
- Avril : bataille de Youssoufiya ; combat de Mahallabiyah.
- 30 avril : élections législatives.
- Juin : bataille de Samarra ; bataille de Mossoul et massacre de la prison de Badoush ; massacre de Tikrit ; bataille de Tall Afar ; bataille de Baïji.
- 18 juin - 31 août : siège d'Amerli.
- 24 juillet : Fouad Massoum est élu président de la République par le Parlement.
- 27 juillet : bataille de Jourf al-Sakhr.
- Août : bataille de Zoumar ; bataille de Sinjâr ; prise de Bakhdida (Karakosh) ; massacres de Sinjâr ; bataille du barrage de Mossoul.
- 8 août : les États-Unis commencent des frappes aériennes dans la région d'Erbil contre l'État islamique[3].
- 11 août : Haïder al-Abadi est nommé premier ministre, son gouvernement est approuvé par le Parlement le 8 septembre.
- Septembre : bataille de Saklaouiya.
- Octobre - novembre : deuxième bataille de Zoumar, massacre de Zaouïat Albou Nimr.

## Iran
- 10 août : le Vol 5915 Sepahan Airlines s'écrase après son décollage de l'Aéroport international Mehrabad de Téhéran.

## Malaisie
- 1er mars : ouverture du second pont de Penang.

## Maldives
- 22 mars : élections législatives.

## Mongolie
- 5 novembre : le Parlement vote la défiance envers le premier ministre Norovyn Altankhuyag, accusé de corruption. Le vice-premier ministre Dendev Terbishdagva est chargé de l'intérim.
- 21 novembre : Chimed Saikhanbileg est élu premier ministre par le Parlement.

## Népal
- 18 avril : avalanche de l'Everest : 16 morts.
- 14 octobre : une tempête de neige dans la région de l'Annapurna, consécutive au cyclone Hudhud (en), fait plusieurs dizaines de morts[4].

## Ouzbékistan
- 21 décembre : 1er tour des élections législatives.

## Pakistan
- 15 juin : début de l'opération Zarb-e-Azb des forces armées pakistanaises.
- 16 décembre : massacre de l'école militaire de Peshawar.

## Thaïlande
- 2 février : élections législatives.
- 7 mai : reconnue coupable d’abus de pouvoir, la Première ministre thaïlandaise Yingluck Shinawatra est destituée par la Cour constitutionnelle.
- 20 mai : l'armée impose la loi martiale et prend le pouvoir le 22[5] ; Prayuth Chan-ocha devient Premier ministre.

## Yémen
- 7 octobre : Ahmed Awad Moubarak est nommé Premier ministre, il démissionne le 9 octobre.
- 7 novembre : Khaled Bahah, ministre du pétrole et des mines, devient Premier ministre.